# Богородицкий Одигитриевский чувашский монастырь
Богородицкий Одигитриевский чувашский мужской монастырь (рус. дореф. Богородицкiй Одигитрiевскiй Чувашскiй мужской монастырь) — уничтоженный общежительный мужской монастырь Уфимской епархии, существовавший в 1901—1920-х годах около деревни Николаевки 1-й Белебеевского уезда Уфимской губернии (ныне — между селом Николаевкой и деревней Мунча-Елгой Бакалинского района).
К монастырю относилась Бугабашская Богородицкая женская община, ныне — Бугабашский Богородице-Одигитриевский женский монастырь.

## История
Основан 27 февраля 1901 года по Определению № 662 Святейшего синода от 24 января 1901 года около имения Гусевка (ныне — село Старогусево) доктора Ф. Г. Стельмаховича близ деревни Бугабаш (ныне — Бугабашево). В 1912 году в монастырь переведён настоятель из закрытого по Указу Святейшего синода от 28 мая 1912 года Камско-Берёзовского Богородицкого мужского монастыря. В 1915 году построена и освящена кирпичная церковь.
В ноябре 1917 года деревянная церковь и помещения монастыря разграблены жителями соседних деревень. В середине 1920‑х годов монастырь закрыт, а земли национализированы.

## Ансамбль
При монастыре было две церкви — деревянная, и пятиглавая кирпичная с колокольней, построенная по проекту архитектора Урусова в 1915 году. Действовала с 1920-х по 1937 годы как приходская, снесена в конце 1940-х годов. Также был двухэтажный корпус келий, разобранный в 1920-х годах.

## Владения
В 1917 году монастырь владел 421 десятинами земли, пожертвованные Ф. Г. Стельмаховичем из своего имения.

## Численность
В 1917 году в монастыре проживало 18 монахов и 8 послушников.

### Настоятели
Настоятелями монастыря были иеромонахи Игнатий — в 1901—1903 годах, Артемий, Нил, Адриан.